# 프리먼 법칙
프리먼 법칙(Freeman law)은 원반은하들의 중심에서의 표면밝기가 같다는 법칙이다. 1970년 켄 프리먼이 벌표하였다.
프리먼 법칙은 2010년 SDSS의 은하 사진 30000개를 분석하여 사실로 확인되었으며, 툴리-피셔 관계와 연동하여 은하의 광도를 알아내고 결과적으로 은하까지의 거리를 도출해낼 수 있게 한다.
그러나 최근에는 프리먼 법칙이 선택편향의 효과일 뿐이라는 주장도 제기되고 있다.